# Embolostoma plutostola
Embolostoma plutostola är en fjärilsart som beskrevs av Diakonoff 1977. Embolostoma plutostola ingår i släktet Embolostoma och familjen vecklare. Inga underarter finns listade i Catalogue of Life.